# Berlaymont-Gebäude
Das 1963 bis 1967 erbaute Berlaymont-Gebäude (französisch Bâtiment Berlaymont, niederländisch Berlaymontgebouw) in Brüssel ist der Sitz der Europäischen Kommission. Es liegt am östlichen Rand der Stadt Brüssel an der rue de la Loi/Wetstraat, wo sie den Robert-Schuman-Kreisel (rond-point Robert Schuman/Robert Schumanplein) bildet. Dort befinden sich im sogenannten Europaviertel in unmittelbarer Umgebung der Europäische Rat, der Auswärtige Dienst der Europäischen Union, zahlreiche Botschaften und internationale Organisationen.

## Ursprung

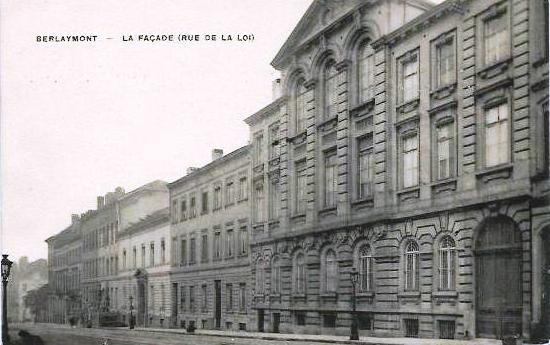
Fassade des Berlaymont-Klosters an der Rue de la Loi, 1904

Der Name „Berlaymont“ stammt von einem Frauenkloster des Augustinerordens, dem des 1625 von Marguerite de Lalaing gegründeten Couvent des Dames de Berlaymont, das ab 1864 auf dem Gelände des heutigen Bürogebäudes untergebracht war. An der Stelle des heutigen Gebäudes befand sich der zwei Hektar große Park des Klosters der „Berlaymont-Damen“.

## Sitz der Europäischen Kommission
Das Grundstück wurde am 25. Mai 1960 vom belgischen Staat als Baufläche gekauft und ging für den Preis von 552,9 Millionen Euro an die Europäische Gemeinschaft über. Der Entwurf stammt von dem Architekten Lucien De Vestel. Erbaut wurde das kreuzförmige Gebäude von 1963 bis 1967 unter der Leitung der Architekten Jean Gilson, André Polak und Jean Polak. Die belgische Regierung wollte das Gebäude so konstruiert haben, dass es auch als Ministerium hätte genutzt werden können, falls die europäischen Institutionen noch in eine andere Stadt umgezogen wären. Die Frage des Sitzes der Gemeinschaft war zu dieser Zeit offiziell noch nicht geklärt.
Im Jahr 1992 musste das Berlaymont aufgrund der Asbestbelastung geschlossen werden. Es wurde aufwendig renoviert. Am 21. Oktober 2004 wurde das modernisierte Gebäude in Anwesenheit des damaligen Kommissionspräsidenten Romano Prodi und des damaligen belgischen Premierministers Guy Verhofstadt wiedereröffnet. Im selben Jahr erwarb die Europäische Kommission das Gebäude, das sich bis dahin im Eigentum des belgischen Staates befand.
Das Berlaymont-Gebäude beherbergt die Büros des Präsidenten der EU-Kommission und der übrigen 26 Kommissare sowie ihrer persönlichen Mitarbeiter. Weiterhin befinden sich dort die Büros des Generalsekretariats, des juristischen Dienstes und der Pressesprecher der Europäischen Kommission.

Das Logo der Europäischen Kommission
Das Logo der Europäischen Kommission greift das Berlaymont-Gebäude in stilisierter Form auf.
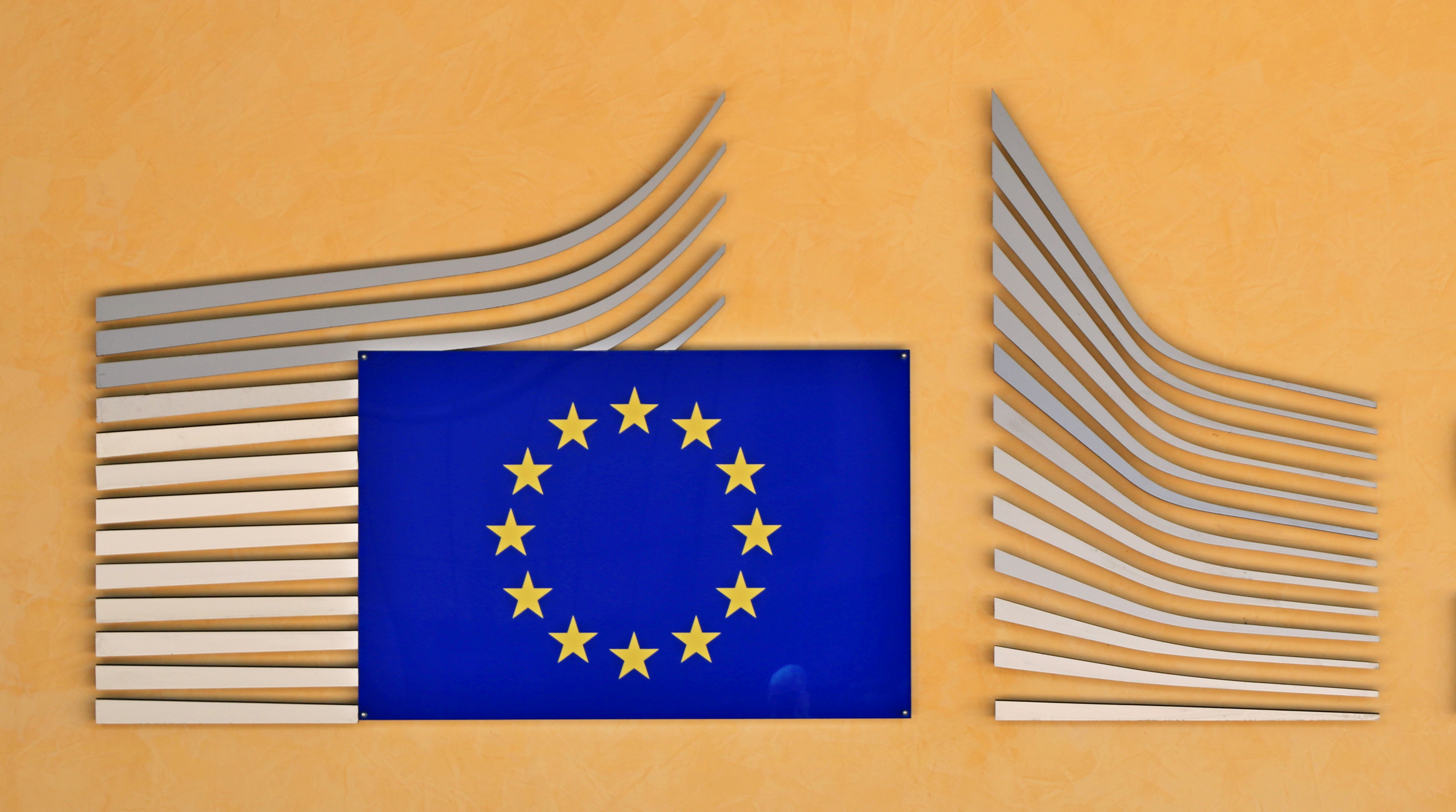
Das Logo der Europäischen Kommission am Eingang zum Berlaymont-Gebäude.